# Kanton Confolens-Nord
Kanton Confolens-Nord (fr. Canton de Confolens-Nord) je francouzský kanton v departementu Charente v regionu Poitou-Charentes. Skládá se z osmi obcí.

## Obce kantonu
- Ambernac
- Ansac-sur-Vienne
- Confolens (severní část)
- Épenède
- Hiesse
- Lessac
- Manot
- Pleuville